# Mistrzostwa Ameryki w Piłce Ręcznej Mężczyzn 2010
Mistrzostwa Ameryki w Piłce Ręcznej Mężczyzn 2010 zwane także PanAmericano 2010 – czternasta edycja Mistrzostw Ameryki, która odbyła się w dniach 22 – 26 czerwca 2010 roku w stolicy Chile – Santiago. W zawodach wzięły udział reprezentacje z Ameryki Południowej, Północnej, Środkowej i Karaibów. Mistrzostwa były jednocześnie kwalifikacjami do Mistrzostw Świata 2011, które odbyły się w Szwecji.

## Faza wstępna

### Grupa A
22 czerwca 2010
| Argentyna | 32:14 | Urugwaj |

| Kanada | 25:36 | Chile |

23 czerwca 2010
| Kanada | 12:39 | Argentyna |

| Chile | 27:27 | Urugwaj |

24 czerwca 2010
| Kanada | 29:32 | Urugwaj |

| Argentyna | 26:18 | Chile |

### Grupa B
22 czerwca 2010
| Brazylia | 29:23 | Grenlandia |

| Kuba | 39:15 | Dominikana |

23 czerwca 2010
| Kuba | 32:25 | Grenlandia |

| Brazylia | 30:17 | Dominikana |

24 czerwca 2010
| Kuba | 26:41 | Brazylia |

| Grenlandia | 25:20 | Dominikana |

## Faza pucharowa

### Półfinały
25 czerwca 2010
| Brazylia | 33:21 | Chile |

| Argentyna | 17:8 | Kuba |

- Mecz pomiędzy Argentyną i Kubą został przerwany przy stanie 17:8 dla Argentyńczyków, z powodu anonimowego zgłoszenia o bombie w hali w Santiago. Ostatecznie meczu nie wznowiono, a Argentyńczycy uzyskali awans do finału.

### Mecze o miejsca 5-8
25 czerwca 2010
| Dominikana | 24:28 | Urugwaj |

| Grenlandia | 38:36 (OT) | Kanada |

### Mecz o 7. miejsce
26 czerwca 2010
| Dominikana | 22:33 | Kanada |

### Mecz o 5. miejsce
26 czerwca 2010
| Urugwaj | 30:27 | Grenlandia |

### Mecz o 3. miejsce
26 czerwca 2010
| Chile | 34:31 | Kuba |

### Finał
26 czerwca 2010
| Brazylia | 27:28 | Argentyna |

ZWYCIĘZCA MISTRZOSTW AMERYKI 2010

Argentyna
 
CZWARTY TYTUŁ

## Klasyfikacja końcowa
| Miejsce | Reprezentacja | Uwagi          |
| ------- | ------------- | -------------- |
| złoto   | Argentyna     | awans: MŚ 2011 |
| srebro  | Brazylia      | awans: MŚ 2011 |
| brąz    | Chile         | awans: MŚ 2011 |
| 4.      | Kuba          | -              |
| 5.      | Urugwaj       | -              |
| 6.      | Grenlandia    | -              |
| 7.      | Kanada        | -              |
| 8.      | Dominikana    | -              |